# Čučice
Čučice (deutsch Tschutschitz, früher Czuczitz, auch Czutczitz) ist eine Gemeinde in Tschechien. Sie liegt neun Kilometer nordwestlich von Ivančice und gehört zum Okres Brno-venkov.

## Geographie
Čučice befindet sich im Südwesten der Bobravská vrchovina. Das ursprünglich als Rundling anlegte Dorf liegt am südöstlichen Fuße des Hügels Dlouhé příčky (415 m) rechtsseitig über der Talmulde des Baches Čučický potok. Gegen Süden und Westen bildet die Oslava ein tief eingeschnittenes Tal. Im Osten erhebt sich der Na Úzkých (369 m), südlich der U Oběšeneho (369 m), im Südwesten der Vodanský kopec (397 m). Das Dorf liegt auf dem Gebiet des Naturparks Oslava.
Nachbarorte sind Ketkovice und Lukovany im Norden, Zakřany, Horní Kolonie und Zbýšov im Nordosten, Důl Anna, Mašinka und Padochov im Osten, Zaraženský Dvůr, Oslavany und Nová Ves im Südosten, Biskoupky im Süden, Senorady im Südwesten, Ketkovský Mlýn und Senoradský Mlýn im Westen sowie Kuroslepy im Nordwesten.

## Geschichte
Archäologische Funde auf dem Gebiet der Gemeinde lassen sich in die Steinzeit datieren.
Die erste schriftliche Erwähnung des Dorfes und eines Weinberges erfolgte im Jahre 1101 in der Gründungsurkunde des Benediktinerklosters Maria Himmelfahrt in Třebíč. Die Kirche soll den Überlieferungen zufolge 1043 durch Herzog Břetislav I. angelegt worden sein. Später wurde das Dorf Teil der Herrschaft Krumlov. Zu den Besitzern gehörte u. a. Heinrich von Leipa und seine Frau Barbara von Podiebrad (1446–1469), eine Tochter Georg von Podiebrads. Nach Heinrich von Leipas Tod erbte dessen Sohn Berchtold die Herrschaft Krumlov. Er verpfändete um 1480 die Stadt Eibenschitz, den Flecken Rauchowan und die Dörfer Leipertitz, Herzmanitz, Ketkowitz, Czuczitz und Rapotitz sowie die Teuchte der wüsten Burg Rapstein an Wilhelm II. von Pernstein. Später wurde das Pfand wieder ausgelöst. Im Jahre 1790 bestand Czuczitz aus 33 Häusern und hatte 170 Einwohner.
Nach der Aufhebung der Patrimonialherrschaften bildete Čučice ab 1850 eine Gemeinde in der Bezirkshauptmannschaft Třebíč. Zwischen 1949 und 1960 gehörte Čučice zum Okres Rosice und nach dessen Auflösung mit Beginn des Jahres 1961 zum Okres Brno-venkov. Zwischen 1986 und 1990 war Čučice nach Oslavany eingemeindet.

## Bergbau
Die Gegend um Čučice ist ein altes Bergbaugebiet. Im Mittelalter bestanden hier Silberbergwerke. Später wurden westlich des Dorfes Kalkschächte betrieben. 1845 wurden Graphit- und Eisenerzlagerstätten entdeckt. Wenig später bildete sich eine Bergbaugesellschaft, die mit dem Abbau des moravischen Graphitausbisses begann. 1893 stellte der Wiener Bergwerksunternehmer Eduard Elbogen den Graphitabbau ein. Das letzte Eisenerz aus dem Joseph-Schacht wurde 1919 gefördert.

## Gemeindegliederung
Für die Gemeinde Čučice sind keine Ortsteile ausgewiesen.

## Sehenswürdigkeiten
- Pfarrkirche Jakobus des Älteren am Dorfplatz, die alte, 1619 niedergebrannte Kirche soll im Jahre 1043 durch Herzog Břetislav I. angelegt worden sein. An ihrer Stelle wurde 1707 die heutige Kirche errichtet. Die älteste Glocke stammt aus dem Jahre 1581. In der Kirche befindet sich ein Tabernakel aus Jahre 1518
- Kapelle des hl. Johannes von Nepomuk, nordwestlich des Dorfes am Fuße des Dlouhé příčky
- Naturreservat Údolí řeky Oslavy a Chvojnice, westlich von Čučice
- Ruinen der Burgen Kraví Hora und Levnov, westlich über dem Zusammenfluss von Oslava und Chvojnice